# Sidraílson
Sidraílson da Mata Ribeiro ou simplesmente Sidraílson, (João Alfredo, 26 de fevereiro de 1982), é um ex-futebolista brasileiro que atuava como zagueiro.

## Carreira
Sidraílson começou na base do Santa Cruz e em 2001 quando estreou no profissional do clube. No exterior atuou no Gil Vicente de Portugal e no South China de Hong Kong onde foi tricampeão da Primeira Divisão de Hong Kong.

## Titulos
South China
- Liga da Primeira Divisão de Hong Kong: 2007/2008, 2008/2009 e 2009/2010